# 2008 en Corée du Sud
Cet article présente les faits marquants de l'année 2008 en Corée du Sud.

## Évènements
- Lundi 7 janvier 2008 : incendie à Icheon, tuant 40 travailleurs alors qu'ils injectaient de la mousse d'uréthane dans les murs du sous-sol de 20 000 mètres carrés.

- Mercredi 9 avril 2008 : le Grand parti national conservateur du président Lee Myung-bak remporte les élections législatives.

- Mardi 22 avril 2008 : démission du président de Samsung, Lee Kun-hee accusé d'abus de confiance et d'évasion fiscale. Samsung est, depuis 1987, le premier et plus puissant groupe industriel coréen.

- Lundi 16 juin 2008 : après les transporteurs routiers qui paralysent les ports depuis vendredi, les ouvriers du bâtiment se mettent en grève à cause de la crise du bœuf, mais le mécontentement englobe la vie chère, le chômage, la déception politique, l'augmentation du prix du diesel, la baisse du won par rapport à l'euro.

- Mardi 28 octobre 2008 : la Corée du Nord menace de réduire la Corée du Sud à l'état de « débris » si celle-ci ne met un terme à sa politique de « confrontation » en arrêtant d'envoyer des tracts qui critiquent le régime nord-coréen.

- Lundi 15 décembre 2008 : six institutions financières et une compagnie d'assurance du pays seraient exposées à hauteur de 95,1 millions de dollars américains dans le cadre de l'escroquerie du gérant de fonds américain Bernard Madoff.

- Lundi 22 décembre 2008 : le ministère de la Stratégie et des Finances annonce la suppression de 19 000 emplois dans 69 entreprises publiques sur les deux ou trois ans pour améliorer leur efficacité et réduire les coûts. Le personnel des entreprises publiques compte 150 000 employés dans des sociétés telles que le monopole de l'énergie Korea Electric Power ou encore la compagnie ferroviaire Korea Railroad. Par ailleurs, le ministère ajoute que ces firmes se débarrasseront également de certains de leurs avoirs et achèveront leur plan de réduction des coûts pour un total de 10 000 milliards de won (5,5 milliards d'euros).

- Mardi 23 décembre 2008 : l'usine de la société Renault-Samsung, établie dans le port de Pusan, annonce sa fermeture temporaire sur fond de chute générale des ventes durant huit jours à compter du mercredi 24 décembre.

- Lundi 29 décembre 2008 :
  - Le constructeur automobile SsangYong a ainsi vu ses ventes chuter de 34,5 % entre janvier et novembre. Il a annoncé, le 21 décembre, qu'il ne pourrait pas payer les salaires du dernier mois de l'année.
  - La Corée du Sud, treizième économie mondiale, a subi en 2008 une rapide et massive fuite de capitaux étrangers. Le won s'est effondré, suscitant un risque de pénurie de liquidités. Le gouvernement a injecté 60 milliards de dollars (42 milliards d'euros), puisés dans ses réserves. La Bourse de Séoul, a perdu près de 50 % de sa valeur. L'affaiblissement du won a alourdi la facture énergétique (10 % du produit intérieur brut) et provoqué un regain d'inflation. Le taux d'endettement des coréens est équivalent à celui des américains et le nombre de chômeurs augmente. Officiellement, le nombre des personnes qui cherchent activement un emploi est de 750 000, mais est en réalité de 2,75 millions, en prenant en compte celles qui ont renoncé ou qui ne recherchent pas activement. La Corée compte aussi 7,1 millions de travailleurs précaires dont 5 millions d'actifs à temps partiel, par intérim ou sous contrat, et 2,1 millions de journaliers.